# Rakowiec Pomorski
Rakowiec Pomorski – zlikwidowany przystanek osobowy i ładownia, a dawniej stacja kolejowa w Rakowcu na linii kolejowej nr 218 Prabuty – Kwidzyn, w województwie pomorskim.